# 柏度·祖亞昆·加雲
柏度·祖亞昆·加雲（Pedro Joaquín Galván，1985年8月23日—），阿根廷足球運動員，司職中場。
加雲的職業生涯開始於2003年在甘拿比亞出道， 2005年，他加入聖馬丁。07年他在厄瓜多爾的奧美度比賽，然後回到聖馬丁。
聖馬丁從阿根廷甲級聯賽降級後，加雲加盟比尼特拉维夫。

## 連結
- The Israel Football Association （页面存档备份，存于）
- （西班牙文） Argentine Primera statistics